# Rainbow Connection
Rainbow Connection est une chanson écrite par Paul Williams et Kenneth Ascher et interprétée par Kermit la grenouille (Jim Henson) dans Les Muppets, le film (1979).
La chanson devint l’hymne de The Jim Henson Company en 1979.
En 1979, elle a été nommée lors de la 52e cérémonie des Oscars dans la catégorie meilleure chanson originale et aux Golden Globe Award. Elle a atteint la 25e place du Billboard Hot 100 en novembre 1979.
Elle a été reprise par de nombreux artistes :

- Judy Collins

- Johnny Mathis dans l'album Isn't It Romantic - The Standards Album

- The Carpenters

- Sarah McLachlan

- Dat Politics

- Aaron Lewis

- Kenny Loggins

- Dixie Chicks

- Justin Timberlake

- Kiki and Herb

- Jason Mraz

- The Pussycat Dolls

- Me First and the Gimme Gimmes

- Tay Zonday

- Jim Brickman

- Caroline's Spine

- Estradasphere

- Leftöver Crack

- The Dresden Dolls

- Willie Nelson

- Peter Cincotti

- Jane Monheit

- Fifteen

- Lea Salonga
-Vonda Shepard (dans Ally McBeal)

- Andy Bernard (joué Ed Helms dans The Office), et The Loves

- Kermit la grenouille & Blondie's Debbie Harry dans le Muppet Show (Saison 5, 1981).
kermit & nina west pour le mois de fierté ( Disney+)